# Fidschianische Fußballnationalmannschaft (U-17-Juniorinnen)
Die fidschianische U-17-Fußballnationalmannschaft der Frauen repräsentiert die Fidschi im internationalen Frauenfußball. Die Nationalmannschaft untersteht der Fiji Football Association und wurde zuletzt von der ehemaligen Nationalspielerin Marika Rodu trainiert.
Die Mannschaft tritt bei der U-17-Ozeanienmeisterschaft und (theoretisch) auch bei der U-17-Weltmeisterschaft für die Fidschi an. Bislang ist es dem Team aber noch nie gelungen, sich für eine WM-Endrunde zu qualifizieren, was vor allem an der Dominanz von Rekordsieger Neuseeland im ozeanischen Raum liegt. Mit dem dritten Platz bei der Ozeanienmeisterschaft 2016 erreichte die fidschianische U-17-Auswahl ihre bisher beste Platzierung.

## Turnierbilanz

### Weltmeisterschaft
| Jahr   | Gastgeber           | Platzierung        |
| ------ | ------------------- | ------------------ |
| 2008   | Neuseeland          | nicht teilgenommen |
| 2010   | Trinidad und Tobago | nicht teilgenommen |
| 2012   | Aserbaidschan       | nicht teilgenommen |
| 2014   | Costa Rica          | nicht teilgenommen |
| 2016   | Jordanien           | nicht qualifiziert |
| 2018   | Uruguay             | nicht qualifiziert |
| 2021 1 | Indien 1            | – 1                |
| 2022   | Indien              | nicht qualifiziert |

### Ozeanienmeisterschaft
| Jahr   | Gastgeber    | Platzierung        |
| ------ | ------------ | ------------------ |
| 2010   | Neuseeland   | nicht teilgenommen |
| 2012   | Neuseeland   | nicht teilgenommen |
| 2014 2 | Neuseeland 2 | – 2                |
| 2016   | Cookinseln   | 3. Platz           |
| 2017   | Samoa        | Halbfinale         |
| 2020 3 | Tahiti 3     | – 3                |
| 2022 3 | Tahiti 3     | – 3                |